# Онджин (полуостров)
Онджин (на корейски: 옹진군 или 甕津郡) е полуостров в югозападната част на Северна Корея, в провинция Южен Хванхе, вдаващ се 45 km на юг в Жълто море. Разположен е между заливите Тедонман на северозапад и Хеджуман на изток. Ширината му от запад на изток е 65 km. Бреговете му са силно разчленени от малки заливи, полуострови и крайбрежни острови (Сунвидо, Чханиндо, Кириндо и др.). Релефът му е хълмист с височина до 433 m. В южната му част се намира едноименният град Онджин.